# Акулья дубинка
Противоакулья дубинка (также «акулья дубинка») это средство самообороны от акул, предположительно, изобретённое Жаком Ивом Кусто.

## Конструкция
Вариант, описанный Кусто, представляет из себя деревянный шест с забитым в его торец гвоздём, при этом шляпка гвоздя позволяет производить болезненные тычки, не нанося проникающих ранений. Другие варианты представляют из себя металлический прут около полутора метров длиной с прикреплённым тупым наконечником для увеличения болезненности от тычка.

## Применение
Под водой тяжело замахнуться, поэтому акульей дубинкой в основном производят тычки. Данное средство достаточно эффективно отгоняет любопытных акул, при этом не причиняя им вреда, что может быть потенциально опасно.

Кусто в книге «Живое море» приводит несколько примеров эффективного использования акульей дубинки, в которых акул удавалось обращать в бегство.

По словам изобретателя, Жака Ива Кусто,
«Наряду с защитной клеткой дубинка по-прежнему остается единственным более или менее эффективным средством охраны от акул.»